# Fantasy Zone
Fantasy Zone (ファンタジーゾーン Fantajī Zōn?) es un juego de Arcade creado por SEGA en 1986. Posteriormente se realizaron conversiones para varias consolas, incluyendo la Master System y la NES. El jugador controla una nave espacial llamada Opa-opa que lucha contra enemigos absurdos en escenarios que no son típicos en los juegos tradicionales en su género.

## Argumento
En el año espacial 1422 (6216 en la Versión de Master System); El Fantazy Zone fue lanzado en pánico ante el colapso del sistema monetario interplanetario. El Gremio Espacial saca a la luz los planes del planeta Menon, cuyas fuerzas están robando monedas de los otros planetas para financiar una enorme fortaleza en el Fantasy Zone. Opa-Opa es enviado para detener al ejército invasor y descubrir quién está detrás de él. Al final, resulta que el líder no era otro que el padre perdió hace mucho tiempo de Opa-Opa, una revelación que deja Opa-Opa con emociones encontradas.

## Series
1. Fantasy Zone (1986, Arcade)
2. Fantasy Zone II: The Tears of Opa-Opa (1987, Sega Master System, 2008, PlayStation 2 y versión System 16C en arcade))
3. Opa Opa (1987, Sega Mark III)
4. Fantasy Zone Gear: Opa Opa Jr. no Bōken (1991, Sega Game Gear)
5. Space Fantasy Zone (1991, PC Engine CD, no publicado)
6. Super Fantasy Zone (1992, Sega Mega Drive)
7. Fantasy Zone (Redemption Game) (1999,[3] Redemption Game)
8. Medal DE Fantasy Zone (2012, Juego de Medalla)

## Otros Medios
- Un Manga basada en Videojuego del mismo nombre llamada Fantasy Zone Isei Kara no Shinryaku-sha' (ファンタジーゾーン―異星からの侵略者 Fantasy Zone: Invaciónes alienígenas?) fue lanzada en octubre de 1987 solo en Japón y es parte de la serie Futaba Bunko: Famicom Bouken Gembukkushirizu.

- Opa Opa de Fantasy Zone hace un aparición en el Volumen 2 de Warera Hobby's Famicom Seminar.

- En el Anime Zillion (de 1987), La mascota de Sega, Opa-Opa fue interpretada por Chieko Honda

- En el Episodio 5 de Sega Hard Girls (de 2014), Opa-Opa estaba emparentados con las bolas colorizadas de Puyo Puyo.